# Pothyne indistincta
Pothyne indistincta là một loài bọ cánh cứng trong họ Cerambycidae.